# Saint-Martin-d’Uriage
Saint-Martin-d’Uriage [sɛ̃ maʁtɛ̃ dyʁjaʒ] ist eine französische Gemeinde mit 5.512 Einwohnern (Stand: 1. Januar 2022) im Département Isère in der Region Auvergne-Rhône-Alpes. Sie gehört zum Arrondissement Grenoble und ist Teil des Kantons Oisans-Romanche. Die Einwohner heißen Saint-Martinois.

## Geographie
Saint-Martin-d’Uriage liegt zwischen Grenoble und der Bergkette Belledonne. An der nordöstlichen Gemeindegrenze verläuft das Flüsschen Doménon, im Süden der Vernon.
Umgeben wird Saint-Martin-d’Uriage von den Nachbargemeinden Revel im Norden und Osten, Chamrousse im Südosten, Vaulnaveys-le-Haut im Süden, Herbeys im Westen sowie Gières, Venon und Murianette im Nordwesten.
Die Gemeinde besteht neben dem Hauptort Saint-Martin aus den Ortschaften Saint-Nizier, Le Pinet d’Uriage, Villeneuve d’Uriage und Uriage-les-Bains sowie mehreren kleineren Weilern und lieux-dits.

## Geschichte
Während der Hugenottenkriege spielten sich in der Region Kämpfe ab, von denen die Schlacht von Jarrie (auch Schlacht von Uriage genannt) am 19. August 1587 in unmittelbarer Nähe des Ortes stattfand. Dabei siegten die katholischen Truppen trotz erheblicher Unterzahl infolge größerer Erfahrung, stärkerer Kavallerie und besserer Ausgangsposition und Taktik über die vereinigten protestantischen Truppen und Schweizer Söldner.
Bereits zu Zeiten des Römischen Reiches wurden die Thermalquellen auf dem Gebiet der Gemeinde genutzt. Im 19. Jahrhundert wurde in Uriage-les-Bains ein Thermalbad eingerichtet, das infolge der Wirtschaftskrise der 1930er Jahre und des Zweiten Weltkrieges wieder einging und in den 1980er Jahren erneuert und wieder in Betrieb genommen wurde.
Im Château d’Uriage richtete während des Zweiten Weltkriegs der État français im Jahre 1940 eine Schule für Führungskräfte ein, die Ende 1942 wegen zunehmender Kritik der Lehrer und Studenten an der Kollaborationspolitik der damaligen Regierung den Befehl zur Schließung erhielt und zum 1. Januar 1943 offiziell geschlossen wurde. Danach übernahm Anfang 1943 die kollaborationistische Milice française die Schule zur Ausbildung ihrer Kader.
Eine Überlandstraßenbahnlinie der Voies ferrées du Dauphiné zwischen Grenoble und Vizille bediente den Ortsteil Uriage-les-Bains von 1894 bis 1951.
Eines der ersten Autorennen war die 1897 ausgetragene Fahrt Lyon–Uriage–Lyon.

## Bevölkerungsentwicklung
| Jahr                       | 1962 | 1968 | 1975 | 1982 | 1990 | 1999 | 2006 | 2011 |
| -------------------------- | ---- | ---- | ---- | ---- | ---- | ---- | ---- | ---- |
| Einwohner                  | 1354 | 1511 | 1815 | 2527 | 3678 | 4794 | 5147 | 5460 |
| Quellen: Cassini und INSEE |      |      |      |      |      |      |      |      |

## Persönlichkeiten
- Baptiste Alexis Victor Legrand (1791–1848), Ingenieur und Politiker

## Sehenswürdigkeiten
- Saint-Ferréol-Kirche von Pinet d’Uriage
- Kapelle in Saint-Nizier
- Château d’Uriage
- Bäder von Uriage
- Park
- Waschhaus
- Casino und Grand Hotel

## Nachweise
1. ↑  Guy Le Comte: La triste histoire d’un régiment perdu, en un temps troublé: la bataille de Jarrie (1587). (pdf; 1,7 MB) In: Bulletin de la SHAG. Nr. 40, 2010, S. 28–39, abgerufen am 31. Januar 2022 (französisch).
2. ↑  L’histore des thermes. In: centre-thermal.uriage.com. 2017, abgerufen am 31. Januar 2022 (französisch).
3. ↑  Denis Boneau: Uriage, l’école des cadres de la Collaboration. In: voltairenet.org. 23. April 2004, abgerufen am 31. Januar 2022 (französisch).
4. ↑  Ecole nationale des cadres: Documentation des cadres de la Milice française. Ecole des cadres de la Milice française, Uriage 1944 (bnf.fr [abgerufen am 4. April 2024]).
5. ↑  Jean Martin: Ligne VFD Grenoble – Oisans via Uriage et Vizille. In: grenoble-cularo.over-blog.com. 2. Januar 2016, abgerufen am 31. Januar 2022 (französisch).